# Miconia impetiolaris
Miconia impetiolaris är en tvåhjärtbladig växtart som först beskrevs av Olof Swartz, och fick sitt nu gällande namn av David Don och Dc.. Miconia impetiolaris ingår i släktet Miconia och familjen Melastomataceae. Utöver nominatformen finns också underarten M. i. spruceana.